# René Moawad
René Moawad (in arabo رينيه معوض‎?, Rēnēh Muʿawwaḍ; Zgharta, 17 aprile 1925 – Beirut, 22 novembre 1989) è stato un politico libanese, Presidente della Repubblica nel suo paese.
Maronita, noto per le sue opinioni moderate, Moawad fece per qualche tempo sperare ai suoi compatrioti che la lunga e sanguinosa guerra civile libanese stesse per terminare. Fu un esempio di non-violenza e di accettazione dell'altro nel mondo arabo. La sua cultura politica e la sua personalità convinsero il Parlamento a eleggerlo per metter fine al conflitto fratricida, in cui non poche potenze - arabe e non-arabe - avevano interferito pesantemente. Prima della sua drammatica morte, Moawad si era indirizzato alla nazione affermano: 

## Biografia

### Istruzione e carriera legale
Moawad studiò nella scuola De La Salle di Tripoli, prima di frequentare i corsi dell'insegnamento superiore nel Collège Saint Joseph dell'Université Saint-Joseph, ad Antura, ossia ʿAynṭūra, (Kesruwān).

Studiò poi all'Università Saint-Joseph stessa a Beirut, laureandosi in Giurisprudenza nel 1947. Più tardi fece pratica di avvocato sotto Abd Allah al-Yafi, già più volte Primo ministro, prima di aprire un suo studio legale a Tripoli nel 1951.
Nel 1965, Moawad sposò Nayla Najib 'Isa al-Khuri, parente dell'antico avversario politico di Moawad, Bishara al-Khuri.

### Carriera parlamentare
Fu eletto per la prima volta deputato all'Assemblea nazionale nel 1957 e poi fu sempre rieletto. Fu ministro delle poste e telecomunicazioni dal 1961 al 1964, dei lavori pubblici nel 1969 e dell'educazione nazionale nel 1980.

### Elezione e assassinio
In seguito agli Accordi di Ta'if che misero fine alla guerra civile, l'Assemblea Nazionale si riunì il 5 novembre 1989 nella Base aerea di Qoleyʿāt (che poi sarà a lui intitolata), nel Libano settentrionale, ed elesse Moawad Presidente della Repubblica del Libano, 409 giorni dopo che la carica di Amin Gemayel era vacante. Il Parlamento non era riuscito a eleggere a un successore del secondo dei fratelli Gemayel.
Diciassette giorni dopo, però, mentre tornava dalle celebrazioni del Giorno dell'Indipendenza libanese, il 22 novembre 1989, una bomba di 250 kg fu fatta detonare mentre transitava l'autovettura presidenziale a Beirut, uccidendo Moawad e altre 23 persone. Shawqi Showeyri, rappresentante del Libano all'ONU, disse: «Questa è la maggior catastrofe dei tanti anni di catastrofe che abbiamo dovuto sopportare. Potremmo aver perduto l'ultima opportunità di unire la nazione».
Nessuna indagine convincente sull'omicidio fu effettuata. Finora l'identità e le motivazioni di quell'atto rimangono argomento di discussione. Ritornando il 14 marzo 2005 dalla marcia di protesta - poi chiamata "Rivoluzione dei cedri" contro l'occupazione siriana - , la vedova Nayla Moawad dichiarò: «L'indipendenza del Libano fu riconquistata il 14 marzo e il 14 marzo ho sentito che l'assassinio (di mio marito) è stato vendicato».

## Memoriali
- Il Giardino René Moawad nel distretto di Sanayeh a Beirut.